# Camille Camille
Camille Camille oder nur Camille (eigentl. Imbi-Camille Rätsep; * 24. März 1970) ist eine estnische Geigerin.

## Hintergrund
Sie spielte von 1993 bis 1998 Geige bei der estnischen Punkband Vennaskond. Zusammen mit Evelin Samuel gewann sie den Eurolaul 1999 und vertrat daher Estland beim Eurovision Song Contest 1999 in Jerusalem. Mit dem Popsong Diamond of Night erreichte das Gespann Platz 6.